# Il y a un homme dans le lit de maman
Pour plus de détails, voir Fiche technique et Distribution.
Il y a un homme dans le lit de maman (With Six You Get Eggroll) est un film américain réalisé par Howard Morris, sorti en 1968.

## Synopsis
S'étant perdus de vue depuis de nombreuses années, deux célibataires endurcis tombent sous le charme l'un de l'autre quasi instantanément. Leur relation ne cesse de croître, au grand dam de leurs enfants respectifs qui ne voient pas d'un très bon œil ce rapprochement soudain. Les choses se compliquent encore un peu plus le jour où ils apprennent que nos tourtereaux viennent de se marier et qu'ils vont désormais vivre tous sous le même toit...

## Fiche technique
- Titre français : Il y a un homme dans le lit de maman
- Titre original : With Six You Get Eggroll
- Réalisation : Howard Morris
- Scénario : Gwen Bagni, Paul Dubov, Harvey Bullock et R.S. Allen d'après une histoire de Gwen Bagni et Paul Dubov
- Musique : Robert Mersey
- Photographie : Ellsworth Fredericks et Harry Stradling Jr.
- Montage : Adrienne Fazan
- Production : Martin Melcher
- Sociétés de production : Arwin Productions et Cinema Center Films
- Pays :  États-Unis
- Langue : Anglais
- Format : Couleur - 35 mm - 2,35:1 - Son : mono
- Genre : Comédie
- Durée : 95 min
- Dates de sortie :
  - États-Unis : 7 août 1968
  - France : 13 août 1969

## Distribution
- Doris Day (VF : Paule Emanuele) : Abby McClure
- Brian Keith (VF : Jacques Bethier) : Jake Iverson
- Pat Carroll (VF : Paula Dehelly) : Maxine Scott
- Barbara Hershey : Stacey Iverson
- George Carlin (VF : Jacques Balutin) : Herbie Fleck
- Alice Ghostley : Molly
- John Findlater : Flip McClure
- Richard Steele : Jason McClure
- Jimmy Bracken : Mitch McClure
- Elaine Devry : Cleo Ruskin
- Herb Voland : Harry Scott
- Jamie Farr (VF : Gérard Hernandez) : Jo Jo
- William Christopher : Zip
- Allan Melvin (VF : Raoul Delfosse) : Le sergent

## Autour du film
The Grass Roots,  célèbre groupe de rock américain, interprète le titre Feelings.
Alors que Doris Day tient ici son dernier rôle au cinéma, Barbara Hershey y tient son premier rôle.